# 福祉心理士
福祉心理士（ふくししんりし）とは、日本福祉心理学会が認定する資格であり、福祉サービスを利用する人のアセスメントを行ったり、サービス利用者やその家族、そして、福祉従事者の福祉心理相談・支援を行ったりするうえで専門家として求められる基礎学力と技能を修得していると認定された者の資格。

## 資格申請に必要な修得科目
基礎科目
心理学、福祉心理学、社会福祉学のうち、2科目について各2単位以上
心理学関係科目
臨床心理学、心理査定法、カウンセリング（心理相談）、心理療法、発達心理学、児童心理学、障害者心理学、高齢者心理学のうち、4科目8単位を含み、合計12単位以上を修得していること
社会福祉学関係科目
相談援助もしくは精神保健福祉援助技術の2単位を含み、合計12単位以上を修得していること。
（注）
1. 必要単位は合計32単位である。
2. 心理学関係科目のうち2科目4単位、および社会福祉学関係科目のうち2科目4単位の計4科目8単位については、医療・保健関係科目（精神医学、神経内科学、リハビリテーション論、精神保健学などの科目）をもって代替できる。
3. 他に実務経験による資格申請制度もある。